# Lekkoatletyka na Światowych Wojskowych Igrzyskach Sportowych 2011 – bieg na 100 m mężczyzn
Bieg na 100 metrów mężczyzn – jedna z lekkoatletycznych konkurencji biegowych rozegranych w dniach 19–21 lipca 2011 roku podczas 5. Światowych Wojskowych Igrzyskach Sportowych na stadionie Estádio Engenhão w Rio de Janeiro.

## Terminarz
| Data               | Godzina (UTC+09:00) | Wydarzenie |
| ------------------ | ------------------- | ---------- |
| 19 lipca 2011(dts) | 18:25               | Eliminacje |
| 20 lipca 2011(dts) | 11:15               | Półfinały  |
| 21 lipca 2011(dts) | 16:45               | Finał      |

## Rekordy
Tabela prezentuje rekord świata, a także rekord Igrzysk wojskowych (CSIM) przed rozpoczęciem mistrzostw.
|                                   | Zawodnik       | Wynik | Miejsce   | Data                      |
| --------------------------------- | -------------- | ----- | --------- | ------------------------- |
| Rekord świata                     | Usain Bolt     | 9,58  | Berlin    | 16 sierpnia 2009(dts)     |
| Rekord Igrzyska wojskowych (CSIM) | Samuel Francis | 10,10 | Hyderabad | 16 października 2007(dts) |

## Medaliści
| Złoto                | Srebro               | Brąz                    |
| Femi Ogunode · Katar | Aziz Ouhadi · Maroko | Nílson Andrè · Brazylia |

## Wyniki

### Półfinały
Awans do finału: dwóch najlepszych zawodników z każdego biegu (Q), plus 2 z najlepszymi czasami (q).
| Wyniki półfinałów | Wyniki półfinałów | Wyniki półfinałów     | Wyniki półfinałów | Wyniki półfinałów | Wyniki półfinałów |
| Pozycja           | Bieg              | Zawodnik              | Państwo           | Czas              | Uwagi             |
| ----------------- | ----------------- | --------------------- | ----------------- | ----------------- | ----------------- |
| 1                 | 2                 | Aziz Ouhadi           | Maroko            | 10,29             | Q                 |
| 2                 | 3                 | Femi Ogunode          | Katar             | 10,36             | Q                 |
| 3                 | 2                 | Julian Reus           | Niemcy            | 10,42             | Q                 |
| 4                 | 1                 | Emanuele Di Gregorio  | Włochy            | 10,45             | Q                 |
| 5                 | 1                 | Nílson Andrè          | Brazylia          | 10,51             | Q                 |
| 6                 | 1                 | Robert Kubaczyk       | Polska            | 10,51             | q                 |
| 7                 | 2                 | Marlon Robinson       | Jamajka           | 10,52             | q                 |
| 8                 | 3                 | Yasir Alnashri        | Arabia Saudyjska  | 10,56             | Q                 |
| 9                 | 3                 | Diego Rivas           | Wenezuela         | 10,59             |                   |
| 10                | 1                 | Shehan Abeypitiya     | Sri Lanka         | 10,60             |                   |
| 11                | 2                 | Liaqat Ali            | Pakistan          | 10,72             |                   |
| 12                | 3                 | Shareef Safran        | Sri Lanka         | 10,77             |                   |
| 13                | 2                 | Farel Oktaviandi      | Indonezja         | 10,80             |                   |
| 14                | 3                 | Basilio Morais Júnior | Brazylia          | 10,80             |                   |
| 15                | 2                 | Bisseck Pierre Paul   | Kamerun           | 10,83             |                   |
| 16                | 2                 | Mohammad Ibrahim      | Arabia Saudyjska  | 10,83             |                   |
| 17                | 2                 | Emrah Altunkalem      | Turcja            | 10,86             |                   |
| 18                | 1                 | Claon Hall            | Jamajka           | 10,88             |                   |
| 19                | 3                 | Shameermon Rashid     | Indie             | 10,88             |                   |
| 20                | 1                 | Hakan Karacaoglu      | Turcja            | 10,95             |                   |
| 21                | 1                 | Patoniah Patoniah     | Indonezja         | 10,97             |                   |
| 22                | 3                 | Lamin Darboe          | Gambia            | 10,98             |                   |
| -                 | 3                 | Grzegorz Zimniewicz   | Polska            | DNF               |                   |
| -                 | 1                 | Jermaine Chirinos     | Wenezuela         | DSQ               |                   |

### Finał
| Pozycja | Tor | Zawodnik             | Państwo          | Czas             | Uwagi |
| ------- | --- | -------------------- | ---------------- | ---------------- | ----- |
| 01 !    | 6   | Femi Ogunode         | Katar            | 10,07            | CR    |
| 02 !    | 3   | Aziz Ouhadi          | Maroko           | 10,17            |       |
| 03 !    | 7   | Nílson Andrè         | Brazylia         | 10,34            |       |
| 4       | 4   | Emanuele Di Gregorio | Włochy           | 10,39            |       |
| 5       | 1   | Robert Kubaczyk      | Polska           | 10,43            |       |
| 6       | 8   | Yasir Alnashri       | Arabia Saudyjska | 10,43            |       |
| 7       | 2   | Marlon Robinson      | Jamajka          | 10,44            |       |
| 8       | 5   | Julian Reus          | Niemcy           | 10,45            |       |
|         |     |                      |                  | Wiatr: + 0,2 m/s |       |